# Drosophila apectinata
Drosophila apectinata är en tvåvingeart som beskrevs av Oswald Duda 1931. Drosophila apectinata ingår i släktet Drosophila och familjen daggflugor.
Artens utbredningsområde är Java.